# Keratin

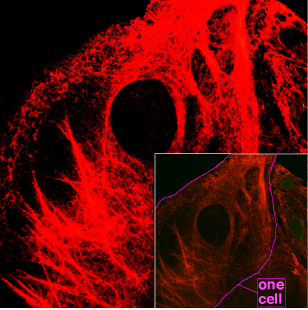
Fluorescenčně obarvená intermediární filementa z keratinu; konfokální mikroskop

Keratin (mimo vědu též rohovina) je stavební bílkovina řazená mezi skleroproteiny. Keratin je nerozpustný ve vodě a má vláknitou strukturu, jednotlivé monomery mívají délku 400–644 aminokyselin, ale větví se do polymerů o velkých rozměrech. Konečný tvar molekuly – terciární strukturu – zajišťují disulfidické můstky. Při rovnání vlasů teplem se právě tato přirozená struktura ztrácí a ničí se disulfidické můstky. Existují dva typy keratinů:
- keratiny I. typu – menší, kyselé (patří tam K9–K23, Ha1–Ha8, Irs1-4)
- keratiny II. typu – větší, neutrální nebo zásadité (patří tam K1–K8, Hb1–Hb6, K6irs1–4)

## Výskyt

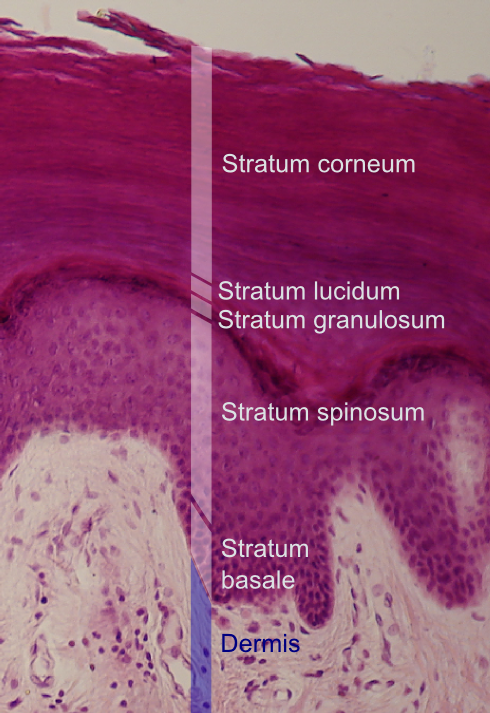
Tzv. stratum corneum (v horní části histologického preparátu) je vnější vrstva pokožky, tvořená převážně mrtvými zrohovatělými buňkami bohatými na keratin

Keratin patří mezi nejhojnější proteiny v epiteliální tkáni a v buňkách tvoří tzv. intermediární filamenta, která se podílejí na vzniku buněčné kostry (cytoskeletu). Keratin je základní složkou vlasů, chlupů a vytvářejí se z něho také nehty, peří, drápy, šupiny, kostice a kopyta.

## Tvorba
Vznik keratinu v buňkách a vznik různých (hlavně kožních) struktur bohatých na keratin se nazývá keratinizace čili rohovatění. Díky rohovatění pokožky se na povrchu kůže vytváří tvrdá a odolná vrstva, která mimo jiné chrání tělo před infekcí. Pokud je tato vrstva zničena, člověk do 24 hodin umírá na následky ztráty tekutin. V průběhu keratinizace v tzv. keratinocytech ve svrchní vrstvě kůže vzniká velké množství keratinů, ale také involukrinů, lorikrinů a mezibuněčných lipidů. Rohovatějící vrstva neustále odspodu přirůstá a na vnějším povrchu pokožky se odlupuje – na vině jsou lipázy, proteázy a steroid sulfatázy, které rozkládají buněčný obsah i mezibuněčná spojení.

## Využití
V kosmetickém průmyslu se používá tzv. hydrolyzovaný keratin. Hydrolyzovaný keratin se získává hydrolýzou vlny z ovcí. Získaná jemně žlutá tekutina se používá v šampónech, maskách, kondicionérech, produktech pro konečnou úpravu a v celé řadě produktů pro péči o pleť. Hydrolyzovaný keratin má hydratační, zjemňující a vyhlazující účinky. Hydrolyzovaný keratin se přidává také do vlasové kosmetiky ke snížení statické elektřiny odstraněním povrchového elektrického náboje z vlasů.
Umělá rohovina se nazývá galalit a vyrábí se z kaseinu.[zdroj?]

## Fosilní keratin
Stopy keratinu se občas dochovají i ve zkamenělinách živočichů z jiných geologických období. Trvanlivost keratinu je tedy vysoká a například beta-keratin, obsažený v peří některých dinosaurů a pravěkých ptáků má potenciál dochovat se i ve fosilním stavu.